# Francisco del Carmen Carvajal
Francisco del Carmen Carvajal é um município da Venezuela localizado no estado de Anzoátegui.
A capital do município é a cidade de Valle de Guanape.